# Aeroportul Municipal Lemmon
Aeroportul Municipal Lemmon (IATA: LEM, ICAO: KLEM, FAA LID: LEM) este un aeroport din Comitatul Perkins, Dakota de Sud, Dakota de Sud, Statele Unite ale Americii.
Situat la o altitudine de 783,9456 m, aeroportul dispune de o singură pistă.